# Szalmaszínű sodrómoly
A szalmaszínű sodrómoly (Clepsis spectrana) a valódi lepkék (Glossata) alrendjébe tartozó sodrólepkefélék (Tortricidae) családjának egyik, hazánkban is honos faja.

## Elterjedése, élőhelye
Főleg Nyugat-, Közép- és Észak-Európában fordul elő, így Magyarországon is általánosan elterjedt.

## Megjelenése
Szalmasárga szárnyain szabálytalan alakú, sötétebb minták rajzolódnak ki. A szárny  fesztávolsága 15–24 mm.

## Életmódja

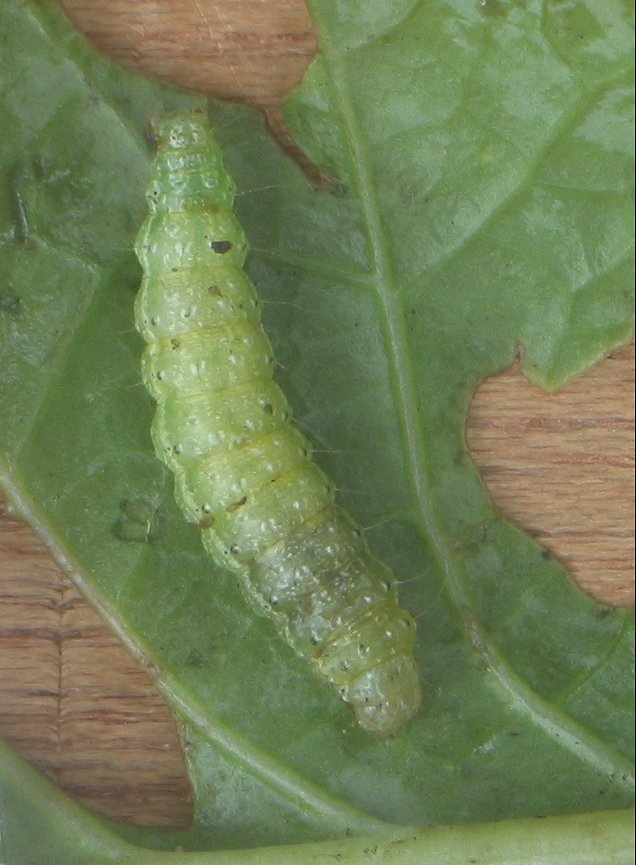
A szalmaszínű sodrómoly hernyója

Egy-egy évben változó számú nemzedéke fejlődik ki – hazánkban általában kettő (Európa egyes vidékein egy, máshol három). Nálunk az őszi nemzedék hernyói félig kifejlett állapotban, száraz növényi részek között és egyéb rejtekhelyeken szőtt szövedékeikben telelnek át. Rügyfakadás után élednek fel, berágnak a friss hajtásokba, és összeszövik azokat. Gyors fejlődés után már április végén bebábozódnak, és a kikelő lepkék májusban rajzanak.
A nyári nemzedék is gyorsan fejlődik: ezek a lepkék június–július–augusztusban rajzanak. Petéikből még az ősszel kikelnek és L3–L4 állapotig fejlődnek a hernyók.
Mind a fás növények, mind a lágyszárúak közül számos tápnövénye ismert. Hazánkban ismert
tápnövényei:
- körte,
- szamóca,
- ribiszke,
- köszméte.

Jelentősebb károkat okozott már Dél-Franciaország szőlőiben, Németországban a ciklámenben és a spárgában, Dániában az üvegházban nevelt rózsában, Hollandiában pedig a kelvirágban. Magyarországon csak egyszer észlelték kártételét: Szabadszálláson,
1967-ben a lucernát károsította.

## Külső hivatkozások
- Mészáros Zoltán – Szabóky Csaba: A magyarországi molylepkék gyakorlati albuma. Budapest: Agroinform. 2005.  arch Hozzáférés: 2018. április 6. (PDF)